# Pardosa monticola pseudosaltuaria
Pardosa monticola là một phân loài nhện trong họ Lycosidae.
Loài này thuộc chi Pardosa. Pardosa monticola pseudosaltuaria được Eugène Simon miêu tả năm 1937.

## Hình ảnh

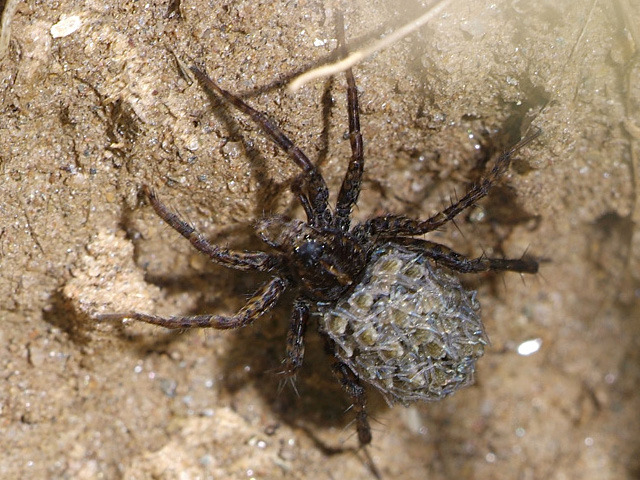